# NGC 5831
NGC 5831 (другие обозначения — UGC 9678, MCG 0-38-20, ZWG 20.54, PGC 53770) — эллиптическая галактика (E3) в созвездии Дева.
Этот объект входит в число перечисленных в оригинальной редакции «Нового общего каталога».